# Macrocoma sacra
Macrocoma sacra é uma espécie de escaravelho de folha da Arábia Saudita e Paquistão, descritos por Lopatin em 1983.